# Indicatifs régionaux 617 et 857

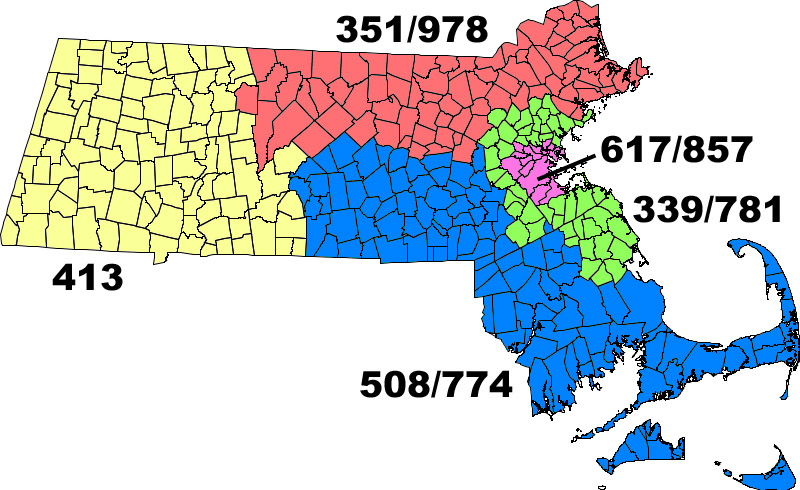
Carte de l'État du Massachusetts avec les territoires de ses indicatifs régionaux. Les indicatifs régionaux 617 et 857 sont en mauve.

Les indicatifs régionaux 617 et 857 sont des indicatifs téléphoniques régionaux de l'État du Massachusetts aux États-Unis. Ces indicatifs couvrent les villes de Boston et Quincy à l'est de l'État.
La carte ci-contre indique en mauve le territoire couvert par les indicatifs 617 et 857.
Les indicatifs régionaux 617 et 857 font partie du Plan de numérotation nord-américain.

## Principales villes desservies par les indicatifs
- Belmont
- Boston
- Brookline
- Cambridge
- Chelsea
- Everett
- Milton
- Newton
- Quincy
- Somerville
- Watertown
- Winthrop

## Comtés desservis par les indicatifs
- Middlesex
- Norfolk
- Suffolk

## Villes et centres de commutation associés
(617)-NXX
- Belmont : 209, 404, 484, 486, 489, 672, 826, 855, 883, 932, 977, 993
- Boston Central : 204, 205, 210, 212, 217, 222, 223, 224, 226, 227, 228, 235, 236, 239, 246, 247, 248, 255, 259, 261, 262, 263, 266, 267, 275, 279, 283, 289, 292, 293, 295, 303, 304, 305, 306, 309, 310, 312, 314, 316, 320, 330, 331, 338, 341, 342, 343, 345, 346, 348, 350, 351, 352, 353, 356, 357, 358, 366, 367, 368, 369, 371, 372, 373, 375, 377, 378, 385, 391, 392, 399, 406, 407, 412, 413, 414, 416, 421, 422, 423, 424, 425, 426, 428, 429, 434, 437, 438, 439, 443, 447, 448, 449, 450, 451, 456, 457, 459, 470, 476, 478, 480, 482, 488, 490, 502, 504, 507, 510, 512, 513, 515, 517, 519, 521, 523, 526, 530, 531, 532, 534, 535, 536, 542, 543, 549, 556, 557, 563, 565, 570, 571, 572, 573, 574, 578, 579, 585, 587, 589, 590, 592, 593, 594, 595, 598, 603, 619, 620, 624, 626, 635, 636, 637, 638, 643, 645, 646, 648, 650, 654, 662, 664, 670, 671, 672, 680, 683, 686, 692, 694, 695, 697, 699, 717, 719, 720, 721, 722, 723, 724, 725, 726, 727, 728, 733, 737, 742, 743, 747, 748, 753, 755, 756, 757, 760, 763, 772, 777, 778, 780, 784, 785, 788, 790, 794, 799, 816, 818, 820, 823, 824, 828, 830, 832, 834, 835, 838, 839, 840, 848, 849, 850, 851, 854, 856, 859, 861, 865, 867, 869, 872, 875, 877, 878, 880, 888, 892, 894, 896, 897, 901, 904, 908, 912, 918, 919, 921, 927, 931, 933, 936, 937, 938, 939, 943, 946, 947, 948, 951, 954, 956, 959, 960, 961, 963, 973, 986, 988, 994
- Brighton : 202, 206, 208, 254, 319, 403, 415, 560, 562, 586, 746, 779, 782, 783, 787, 789, 817, 870, 891, 903, 925, 987
- Brookline : 232, 264, 274, 277, 278, 355, 383, 396, 432, 487, 505, 525, 566, 582, 608, 632, 651, 667, 677, 713, 730, 731, 732, 734, 735, 738, 739, 751, 754, 860, 879, 906, 935, 953, 975, 991, 992
- Cambridge : 201, 216, 218, 225, 229, 230, 233, 234, 245, 250, 251, 252, 253, 256, 258, 280, 290, 299, 300, 301, 308, 324, 335, 339, 349, 354, 359, 374, 384, 386, 388, 395, 397, 401, 417, 430, 441, 444, 452, 453, 460, 465, 468, 475, 491, 492, 493, 494, 495, 496, 497, 498, 499, 500, 503, 520, 528, 540, 547, 550, 551, 575, 576, 577, 583, 588, 599, 613, 621, 642, 647, 649, 661, 665, 674, 679, 682, 685, 693, 703, 710, 714, 715, 758, 761, 768, 798, 800, 802, 803, 806, 812, 821, 836, 844, 852, 858, 864, 866, 868, 871, 873, 876, 899, 902, 909, 914, 940, 945, 949, 955, 976, 995, 998, 999
- Charlestown : 241, 242, 286, 337, 380, 398, 580, 669, 681, 712, 886, 952, 982
- Chelsea : 270, 336, 370, 409, 461, 466, 660, 819, 884, 887, 889, 958
- Dorchester : 265, 282, 287, 288, 297, 326, 379, 436, 446, 474, 506, 514, 533, 704, 707, 740, 822, 825, 905, 929, 979
- East Boston : 271, 418, 455, 561, 567, 568, 569, 634, 716, 874, 895, 913, 970, 981, 997
- Everett : 203, 294, 381, 382, 387, 389, 394, 410, 420, 544, 545, 601, 843, 917, 944
- Hyde Park (incluant Readville et des parties de Milton) : 214, 272, 276, 333, 360, 361, 362, 364, 408, 604, 675, 705, 833, 910, 990
- Jamaica Plain (incluant Roslindale et West Roxbury) : 323, 325, 327, 344, 363, 390, 435, 469, 477, 522, 524, 553, 676, 942, 971, 983
- Melrose : 957
- Milton (incluant Mattapan, voir aussi Hyde Park) : 273, 291, 296, 298, 313, 322, 433, 615, 690, 696, 698, 898, 907, 915, 922, 980
- Newton : 213, 215, 219, 243, 244, 332, 340, 431, 454, 467, 473, 485, 527, 546, 552, 558, 559, 564, 581, 584, 597, 609, 610, 614, 618, 630, 631, 641, 644, 655, 656, 658, 659, 663, 678, 762, 775, 795, 796, 831, 853, 862, 881, 882, 885, 893, 916, 928, 964, 965, 969
- Quincy : 221, 237, 249, 302, 317, 328, 347, 376, 405, 471, 472, 479, 481, 483, 509, 537, 639, 653, 657, 687, 689, 691, 706, 729, 745, 750, 769, 770, 773, 774, 786, 793, 801, 804, 829, 837, 842, 845, 847, 890, 934, 984, 985
- Roxbury : 238, 318, 400, 427, 442, 445, 516, 541, 602, 606, 652, 708, 749, 792, 989
- Saugus : 285
- Somerville : 284, 440, 501, 591, 616, 623, 625, 627, 628, 629, 666, 684, 702, 718, 741, 764, 767, 776, 863, 941, 996
- South Boston : 268, 269, 307, 315, 334, 463, 464, 596, 622, 701, 752, 765, 766
- Watertown : 231, 321, 393, 402, 458, 600, 607, 612, 668, 673, 744, 923, 924, 926, 972
- Winthrop : 207, 329, 539, 841, 846

(857)-NXX
- Belmont : 373, 626,
- Boston Central : 201, 204, 205, 207, 221, 222, 238, 241, 254, 257, 272, 277, 284, 288, 294, 319, 334, 350, 355, 362, 366, 383, 413, 445, 449, 453, 472, 488, 654, 753, 869, 891, 931, 991, 996
- Brighton : 498, 540, 559, 919
- Brookline : 218, 225, 234, 245, 307, 364, 576
- Cambridge : 209, 253, 550, 600, 756, 829, 928, 940, 976, 998
- Charlestown : 389, 452, 588
- Chelsea : 776
- Dorchester : 212, 217, 220
- East Boston : 574
- Everett : 363, 888
- Hyde Park : 342, 345
- Jamaica Plain : 203, 547, 719, 728
- Milton : 598
- Newton : 226, 229, 231, 232, 255, 404, 636
- Quincy : 252, 403, 499, 526, 939
- Roxbury : 399, 492, 544
- Somerville : 227, 523, 995, 997
- South Boston : 401, 496, 524
- Watertown : 228
- Winthrop : 201, 816

## Source
- (en) Cet article est partiellement ou en totalité issu de l’article de Wikipédia en anglais intitulé « Area codes 781 and 339 » (voir la liste des auteurs).